# ۲سی-تی-۸
۲ث-ت-۸ (به انگلیسی: 2C-T-8) با فرمول شیمیایی C۱۴H۲۱NO۲S یک ترکیب شیمیایی است. که جرم مولی آن ۲۶۷٫۳۹ g/mol می‌باشد. 